# Marion Greig
Marion Ethel Greig (* 22. Februar 1954 in Hudson, New York) ist eine ehemalige Ruderin aus den Vereinigten Staaten. Sie war Weltmeisterschaftsfünfte 1975 und Olympiadritte 1976.
Die 1,80 m große Marion Greig belegte 1975 den fünften Platz im Doppelvierer bei den Weltmeisterschaften 1975 in Nottingham. Im Jahr darauf startete der US-Achter bei den Olympischen Spielen 1976 in Montreal in der Besetzung Jacqueline Zoch, Anita DeFrantz, Carie Graves, Marion Greig, Anne Warner, Margaret McCarthy, Carol Brown, Gail Ricketson und Lynn Silliman. Es siegte der Achter aus der DDR vor dem Boot aus der UdSSR. Dahinter erkämpfte der Achter aus den Vereinigten Staaten die Bronzemedaille knapp vor den Kanadierinnen.
Marion Greig graduierte 1976 an der Cornell University. 2016 wurden die Mitglieder des Achters von 1976 in die National Rowing Hall of Fame aufgenommen.